# Comitatul Barbour, Alabama
Comitatul Barbour, conform originalului din limba engleză, Barbour County (cod FIPS 01 - 005), este unul din cele 67 de comitate ale statului Alabama, Statele Unite ale Americii.